# Sharaputdin Magomedov
Pour les articles homonymes, voir Magomedov.
 (octobre 2024).
Sharabutdin Magomedovich Magomedov, né le 16 mai 1994 à Makhachkala au Dagestan, en Russie est un pratiquant russe d'arts martiaux mixtes (MMA) et de Muay Thaï. Il combat dans la catégorie des poids moyens à l'Ultimate Fighting Championship.

## Biographie
Sharaputdin Magomedov naît le 16 mai 1994 à Makhatchkala, la capitale de la république du Daghestan, sujet de la fédération de Russie.
Il est d'ethnie avar et de religion musulmane.

## Palmarès en arts martiaux mixtes
| 17 combats     | 16 victoires | 1 défaites |
| Par KO         | 12           | 0          |
| Par soumission | 0            | 0          |
| Sur décision   | 4            | 1          |

| Résultat | Record | Adversaire            | Méthode                               | Événement                                | Date             | Round | Temps | Lieu                           | Notes                     |
| -------- | ------ | --------------------- | ------------------------------------- | ---------------------------------------- | ---------------- | ----- | ----- | ------------------------------ | ------------------------- |
| Victoire | 16-1   | Marc-André Barriault  | Décision unanime                      | UFC sur ABC : Whittaker contre de Ridder | 26 juillet 2025  | 3     | 5:00  | Abu Dhabi, Émirats Arabes Unis | Combat de la soirée.      |
| Défaite  | 15-1   | Michael Page          | Décision unanime                      | UFC Fight Night: Adesanya vs. Imavov     | 1er février 2025 | 3     | 5:00  | Riyadh, Arabie saoudite        |                           |
| Victoire | 15-0   | Armen Petrosyan       | KO (coup de poing retourné)           | UFC 308                                  | 26 octobre 2024  | 2     | 4:52  | Riyadh, Arabie Saoudite        | Performance de la soirée. |
| Victoire | 14-0   | Michał Oleksiejczuk   | Décision unanime                      | UFC on ABC: Sandhagen vs. Nurmagomedov   | 3 août 2024      | 3     | 5:00  | Abu Dhabi, Émirats Arabes Unis | Combat de la soirée.      |
| Victoire | 13-0   | Antonio Trócoli       | TKO (coup de genou et coups de poing) | UFC on ABC: Whittaker vs. Aliskerov      | 22 juin 2024     | 3     | 2:27  | Riyad, Arabie Saoudite         | Performance de la soirée. |
| Victoire | 12-0   | Bruno Silva           | Décision unanime                      | UFC 294                                  | 21 octobre 2023  | 3     | 5:00  | Abu Dhabi, Émirats Arabes Unis |                           |
| Victoire | 11-0   | Kushal Vyas           | KO (coup de genou et coups de poing)  | Thailand FC: Fight Night 10              | 11 décembre 2022 | 1     | 0:08  | Phuket, Thaïlande              |                           |
| Victoire | 10-0   | Mikhail Ragozin       | Décision unanime                      | RCC 13                                   | 3 décembre 2022  | 3     | 5:00  | Iekaterinbourg, Russie         |                           |
| Victoire | 9-0    | Sergei Martynov       | KO (coup de genou)                    | RCC intro 22                             | 13 août 2022     | 3     | 2:34  | Iekaterinbourg, Russie         | Retour en poids moyens.   |
| Victoire | 8-0    | Rodrigo Carlos        | TKO (coups de poing)                  | Arena Global 17                          | 26 février 2022  | 1     | 4:33  | Rio de Janeiro, Brésil         | Début en poids mi-lourds. |
| Victoire | 7-0    | Joel dos Santos       | TKO (hook kick)                       | AMC Fight Nights 106                     | 27 décembre 2021 | 2     | 0:13  | Syktyvkar, Russie              |                           |
| Victoire | 6-0    | Mikhail Allakhverdian | KO (coup de coude)                    | AMC Fight Nights 105                     | 16 octobre 2021  | 1     | 4:41  | Sotchi, Russie                 |                           |
| Victoire | 5-0    | Yakub Kediev          | TKO (coup de genou)                   | AMC Fight Nights 103                     | 15 juillet 2021  | 1     | 2:35  | Sotchi, Russie                 | Début en poids moyens.    |
| Victoire | 4-0    | Wulan Muhamaitihali   | KO (coup de genou)                    | Chin Woo Men: 2017-2018 Season, Stage 6  | 11 mars 2018     | 1     | 0:56  | Guangzhou, Chine               |                           |
| Victoire | 3-0    | Yeshan Yersen         | TKO (coup de poing)                   | The King Fighting Championship           | 19 février 2018  | 1     | NC    | Tengchong, Chine               |                           |
| Victoire | 2-0    | Jiayidaer Aili        | TKO (coup de pied)                    | Chin Woo Men: 2017-2018 Season, Stage 4  | 21 janvier 2018  | 2     | 2:22  | Hefei, Chine                   |                           |
| Victoire | 1-0    | Yincang Bao           | TKO (coup de poing)                   | Chin Woo Men: 2017-2018 Season, Stage 2  | 9 décembre 2017  | 1     | 0:43  | Wuhan, Chine                   | Début en poids mi-moyens. |